# プレシジョンエア494便着陸失敗事故
プレシジョンエア494便着陸失敗事故（プレシジョンエア494びんちゃくりくしっぱいじこ）は、2022年11月6日にタンザニアで発生した航空事故である。ジュリウス・ニエレレ国際空港からブコバ空港へ向かっていたプレシジョンエア494便（ATR 42-500）が着陸時にヴィクトリア湖へ着水し、乗員乗客43人中19人が死亡した。この事故はタンザニア史上2番目に死者数が多いものとなった。

## 飛行の詳細

### 事故機
事故機のATR 42-500（5H-PWF）は2010年に製造され、同年8月にプレシジョンエアに納入された機材だった。

### 乗員乗客
乗員乗客の多くはタンザニア人だったが副操縦士を含む2人はケニア人で、その他に中国人とイギリス人が1人ずつ搭乗していた。

## 事故の経緯
494便はEAT6時頃にジュリウス・ニエレレ国際空港を離陸し、8時30分頃にブコバ空港へ着陸する予定だった。生存者によれば、ブコバへ着陸する前に悪天候のため北へ向かったという。また、生存者はまもなく着陸するとアナウンスされたが激しい乱気流に遭遇し、その後湖に着水したと証言した 。
8時50分頃、494便はヴィクトリア湖へ着水した。生存者によれば、着水後すぐに機体前方から浸水し、パニックが起きた。客室乗務員がドアを開けて脱出が開始されたが、機体はほぼ水没した。

### 救助活動
地元の漁師が現場へ駆けつけ、機体後部に着席していた乗客を救助した。この時点でコックピットは水没しておらず、機長も副操縦士も意識があった。漁師の1人はコックピットの非常口を開けようとしたが失敗した。
その後、救助隊も現場へ到着し、機内に閉じ込められた搭乗者を救出し始めた。クレーンを使用して機体を岸へ近づける試みが行われたが、最終的に機長と副操縦士を含む19人が死亡した 。

## 事故調査
タンザニア民間航空局が調査を主導し、フランス航空事故調査局とATRが支援を行う事となった。11月8日に機体が引き上げられた。
初期の報告によれば、494便は滑走路13への着陸を試みたが、オーバーランしてヴィクトリア湖に突っ込んだ。

## 余波
事故によってブコバ空港は一時閉鎖された。
カシム・マジャリワ首相は事故現場を訪れ、原因究明のため大規模な調査が行われると述べた 。11月7日、犠牲者の葬儀がブコバのカイタバ・スタジアムで行われた。マジャリワ首相は葬儀費用は政府が負担すると共に、遺族に対して1,000,000タンザニア・シリングを支払うと述べた。